# Peter Green (zenész)

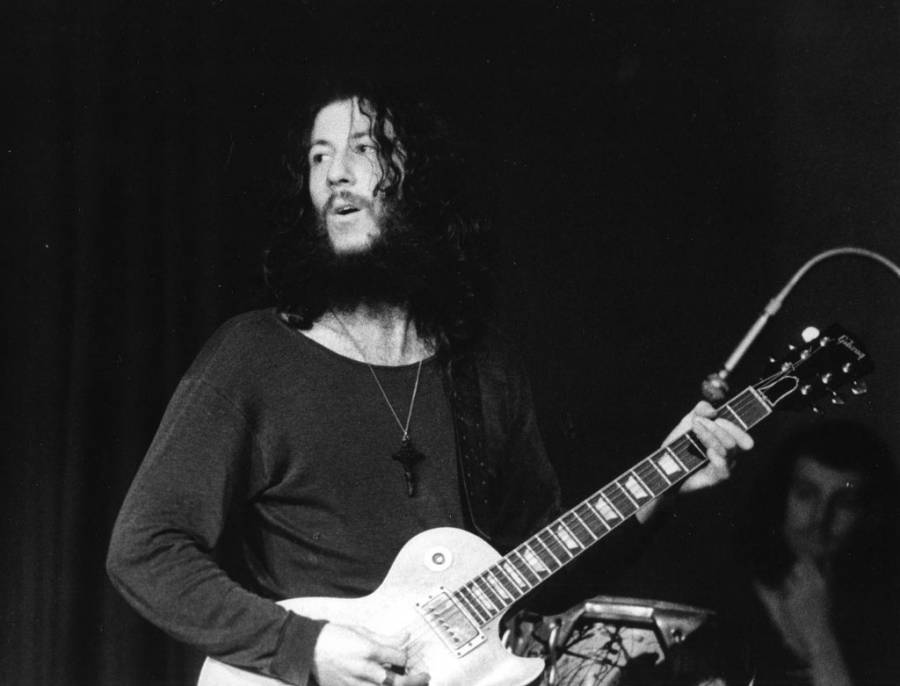
1970 körül

Peter Green (teljes nevén Peter Allen Greenbaum; London, 1946. október 29. – Canvey Island,  2020. július 25.) angol bluesgitáros, énekes-dalszerző, az eredeti Fleetwood Mac együttes társalapítója.   

## Pályafutása
Peter Allen Greenbaum Lonodon Bethnal Green nevű városrészében született, egy zsidó házaspár, Joe és Ann Greenabum négy gyermeke közül a legfiatalabbként. Bátyja, Michael, tanította meg a gitárakkordokra, majd autodidakta módon fejlesztette gitártudását. 
Fiatal korában rövid ideig együtt játszott John Mayallal. Az eredeti Fleetwood Mac együttes egyik társalapítója volt. Miután elhagyta a Fleetwood Mac-et, Canvey Islandon élt. 
Egy időben szólókarrierbe fogott.
Skizofréniája miatt néhány évet ki kellett hagynia a nyilvános szereplésből.
Mint zeneszerzőnek, az ő nevéhez fűződik a "Black magic woman", amelyet a Santana is világsikerre vitt.  A Fleetwood Mac az Albatross című instrumentális felvétellel lett világszerte ismert. Nagy sikere volt Green "Oh well" című szerzeményének is. Szólókarrierjének fontos állomása volt a „Slobo Day”.
Green 1978 januárjában vette feleségül Jane Samuels-t, ám már 1979-ben elváltak. Házasságukból egy lány, Rosebud, született 1978-ban.
Green 2020. július 25-én halt meg, 73 éves korában.

## Diszkográfiája

### A Fleetwood Mac-kel
- Fleetwood Mac (1968)
- Mr. Wonderful (1968)
- Then Play On (1969)
- Fleetwood Mac in Chicago (1969)
- Penguin (1973) (egy dal)
- Tusk (1979) (gy dal)

### Szólóalbumok
- The End of the Game (1970) Reprise RS 6436 [US]; Reprise RSLP 9006 [UK]
- In the Skies (1979) PVK Records PVLS 101
- Little Dreamer (1980) PVK Records PVLS 102
- Whatcha Gonna Do? (1981) PVK Records PET 1
- White Sky (1982) Creole/Headline HED 1
- Kolors (1983) Creole/Headline HED 2
- A Case for the Blues (with Katmandu) (1984) Nightflite NTFL 2001